# Gulbrynad glasögonfågel
Gulbrynad glasögonfågel (Heleia superciliaris) är en fågel i familjen glasögonfåglar inom ordningen tättingar.

## Utseende och läte
Gulbrynad glasögonfågel är en liten olivgrön tätting med ett tydligt vitaktigt ögonbrynsstreck och vit ögonring. Undersidan är mattgul. Ungfågeln är mer färglös med mer otydligt ögonbrynsstreck. Olikt tofsglasögonfågeln saknar den tofs på huvudet och har en enfärgad mörk hjässa, men även längre ögonbrynsstreck och mattare gul undersida. Sången består av en kort och ljus melodi. Bland lätena hörs upprepade "pew-pew-pew" och ett vacklande "chlew".

## Utbredning och systematik
Gulbrynad glasögonfågel delas in i två underarter:
- Heleia superciliaris hartertianus – förekommer på Sumbawa (västra Små Sundaöarna)
- Heleia superciliaris superciliaris – förekommer på Flores (västra Små Sundaöarna)

### Släktestillhörighet
Arten placeras traditionellt i släktet Lophozosterops, men genetiska studier visar att arterna i det släktet står alla nära fåglarna i Heleia och förs numera allt oftare dit.

## Levnadssätt
Gulbrynad glasögonfågel hittas i skog, skogsbryn och närliggande buskmarker i förberg och bergstrakter. Den ses ofta i kringvandrande artblandade flockar.

## Status
Gulbrynad glasögonfågel har ett begränsat utbredningsområde och beståndsutvecklingen är okänd. IUCN kategoriserar ändå arten som livskraftig.